# Passavant-la-Rochère
Passavant-la-Rochère – miejscowość i gmina we Francji, w regionie Burgundia-Franche-Comté, w departamencie Górna Saona.
Według danych na rok 1990 gminę zamieszkiwały 874 osoby, a gęstość zaludnienia wynosiła 29 osób/km² (wśród 1786 gmin Franche-Comté Passavant-la-Rochère plasuje się na 191. miejscu pod względem liczby ludności, natomiast pod względem powierzchni na miejscu 32.).